# Grom őrnagy és a pestisdoktor
A Grom őrnagy és a pestisdoktor (eredeti cím: Майор Гром: Чумной Доктор) 2021-ben bemutatott orosz akcióvígjáték, amelyet Oleg Trofim rendezett. Ez a második film, amelyet orosz Bubble képregényből adaptáltak, és egyben az első nagyjátékfilm, amely orosz képregény alapján készült. Ezt megelőzően a stúdió kiadta a Major Grom című rövidfilmet. A főszerepben Tyihon Zsiznyevszkij, Ljubov Akszjonova, Alekszej Maklakov, Alekszandr Szetejkin, Szergej Gorosko és Dmitrij Csebotarjov látható.
A filmet 2021. július 8-án mutatta be a Netflix.

## Cselekmény
Egy szentpétervári rendőr őrnagy, Igor Grom civil ruhában üldözőbe vesz három bankrablót, akik egy szovjet rajzfilmből ismert Meteor hokisok maszkját viselik. Sikerül feltartóztatnia őket, de közben kárt okoz a városban - ledönti Szentpétervár első rendőrének emlékművét és megrongálja a Palota tér burkolatát. Fjodor Prokopenko vezérezredes, az osztály vezetője megdorgálja Igort, és majdnem kirúgja. (a kollégái fogadásokat kötnek rá)
Nem sokkal később kezdődik Kirill Grecskin pere, aki elgázolt egy árvaházi kislányt, aki a sérüléseibe belehalt. Grom őrnagy, aki Grecskint őrizetbe vette, szintén jelen van a tárgyaláson. A vádlottat az ellene szóló bizonyítékok és a tanúvallomás ellenére felmentik, az igazságtalanság felháborítja a közvéleményt és Igor Gromot is. Az elhunyt lány testvére, Ljosa Makarov a bírót bűnpártolással vádolja.
A bíróság döntése feldühíti a fiatal informatikai milliomost és filantrópot, Szergej Razumovszkijt is, a Vmesztye közösségi hálózat alapítóját, valamint barátját és testőrét, Oleg Volkovot, aki szintén ugyanabban az árvaházban nőtt fel, mint a most elgázolt és elhunyt lány.
Ezt követően színre lép a Pestisdoktor - egy madárcsőrt viselő önbíráskodó, aki harci öltözetben, lángszórókkal felszerelkezve kívánja „megtisztítani” a várost a gazemberektől. A Doktor meggyilkolja Kirill Grecskint, akit élve eléget az autójában, amikor az menekülni akar előle.
A gyilkosság után Oleg megjelenik Razumovszkijnál, és bevallja, hogy ő volt a doktor. Razumovszkij nem ért egyet az erőszakos módszereivel, de nem akarja feladni a barátját.
Igor Grom őrnagy, a gyilkosság véletlen szemtanúja, megpróbál nyomozni és megtalálni a pestisdoktort, aki nem sokkal később újabb gyilkosságot követ el. Ezúttal áldozata Olga Iszajeva, a RosGarantBank vezetője, aki megtévesztette a betéteseket. Magát a gyilkosságot élőben közvetítik el a Vmesztye közösségi hálózaton, ami után sokan kezdenek hősként és népi igazságosztóként tekinteni a doktorra.
Eközben az FSZB tisztje, Jevgenyij Sztrelkov, aki Moszkvából érkezett, hogy elkapja a gyilkost, átveszi az ügyet és elmozdítja Grom őrnagyot a nyomozásról.
Gromot és újonc gyakornokát, Dmitrij Dubint ehelyett azzal bízza meg a felettese, hogy nyomozzanak tizenkét hűtőszekrény ellopása ügyében. Grom és társa azonban hivatalos megbízatásukkal ellentétben valójában tovább folytatják a Doktor ügyének nyomozását.
Grom kitalálja, hogy kikérdezi Razumovszkijt a gyilkossági videó forrásáról, és beugrik az irodájába, de Razumovszkij, bár kedvezően kezeli Gromot, azt mondja, hogy technikailag lehetetlen még neki is lenyomozni a forrást, mivel a Vmesztye közösségi hálózat teljesen névtelen.
Közben az őrnagy megment egy nőt a huligánoktól a háza előtti sikátorban. Később kiderül, hogy ő Julija Pcsjolkina újságíró és oknyomozó videoblogger: azért rendezte meg ezt a „támadást”, hogy elnyerje az őrnagy bizalmát, bejusson a lakásába és a vlogja számára kiderítse, ki lehet a maszkos gyilkos. Julija titokban fényképeket készít a Grom lakásában található bűnügyi dosszié lapjairól, majd távozik.
A Pestisdoktor folytatja gyilkosságsorozatát: ezúttal élve elégeti Filip Zilcsenkót, az egyik városrész ökológiáját károsító szeméttelep tulajdonosát, feleségével és fiával együtt. Az a tény, hogy Zilcsenko családjának ártatlan tagjait meggyilkolták, sok békés tüntetőt kiábrándít a doktor „küldetéséből”.
A Grommal való találkozáskor Dubin azon elmélkedik, hogy a Doktor következő megjelenése az Arany Sárkány Kaszinó megnyitóján várható, ahol Szentpétervár „társasági krémje” gyűlik össze. Igornak sikerül megfelelő ruhát szereznie és beosonnia a megnyitó partira, ahol találkozik Pcsjolkinával és Razumovszkijjal is.
A várakozásokkal ellentétben az igazi Doktor megjelenése helyett a találkozóra közönséges gengszterek törnek be, akik meg akarják ölni a gazdagokat. Szergej pénzzel próbálja lebeszélni őket az erőszakról, de verekedésbe és lövöldözésbe torkollik a dolog, amelyben a segítségül érkező FSZB tisztjei ártalmatlanná teszik a banditákat.
Grom és Razumovszkij között kölcsönös tisztelet alakul ki, miközben összevesznek Dmitrij Dubinnal, aki Sztrelkov nyomására „feladta” az őrnagy nyomozását az FSZB emberének. Sztrelkov arra kényszeríti Igort, hogy mondjon fel a rendőrségnél.
Az elbocsátás ellenére Igor nem hagyja abba az ügyben való nyomozást, és úgy dönt, hogy új ismerőse múltját kutatja.
Visszatérve a kaszinóba Julija Pcsjolkina tájékoztatja az őrnagyot Szergej Razumovszkij szerződéséről egy külföldi vállalattal, a Holt International-lel, amely a fegyverek területén csúcstechnológiai fejlesztésekkel foglalkozik, ami szokatlan egy filantróp és  közösségi hálózat alapítója részéről.
Igor Grom saját nyomozása során rájön, hogy Razumovszkij ugyanabban az árvaházban nőtt fel, mint az áldozat Grecskin. Szergej gyerekként nagyon zárkózott volt, és Oleg Volkovon kívül senkivel sem barátkozott, gyakran rajzolt madarakat a füzetébe, nagyon hasonlóan a pestisdoktorhoz. Megtudja azt is, hogy mi volt Razumovszkij és a Holt International közötti szerződés tárgya: ez a vállalat alkotta meg a pestisdoktor speciális ruházatát és felszerelését.
Grom elmegy Razumovszkij felhőkarcolójába, és azzal vádolja, hogy ő maga a pestisdoktor. Grom rámutat, hogy a hivatalos dokumentumok szerint az igazi Oleg Volkov egy évvel korábban meghalt a Szíriában zajló háborúban - ekkor Szergej rádöbben, hogy „Oleg”, illetve a pestisdoktor csak az ő második személyisége. Ekkor Razumovszkij személyiségének sötét oldala veszi át az irányítást. Egy fejre mért ütéssel leüti Gromot, feladja rá a Doktor ruházatát, és felviszi a tetőre.
Grom megpróbál menekülni, de a rendőrség elfogja, és Sztrelkov most már úgy véli, hogy ő a gyilkos.
Dmitrij és Julija segít Gromnak megszökni az őrizetből, aki Prokopenko dácsájára megy, ahol fegyvereket vesz magához, majd Prokopenko motorjával elmegy. Igor Grom előtte megtiltja társainak, hogy segítsenek neki, sőt Dubint egy csellel a raktárba zárja.
Razumovszkij (a doktor nevében) új videót tesz közzé az interneten: arra buzdítja minden „követőjét”, hogy vonuljon az utcára fegyverrel, és lincseljen meg mindenkit, akit gazembernek tart. Ekkor spontán, erőszakos pogromok kezdődnek a városban.
Razumovszkij elmagyarázza Gromnak, hogy így nem csak a tisztátalan hivatalnokoktól és a kapzsi gazdagoktól akar megszabadulni, hanem maguktól a lázadóktól is, akiket erkölcstelen utánzóknak tart: terve szerint az állam kénytelen lesz fegyveres csapatokat küldeni és megölni a zavargásban résztvevőket, így Razumovszkij ezt követően „tökéletes várossá” teheti Szentpétervárt, a korrupt elit és az agresszív kívülállók nélkül. Grom és Razumovszkij között verekedés tör ki, amelyben a Doktor majdnem győz, de Grom  segítségére siet Dubin és Pcsjolkina.
Razumovszkijt semlegesítik, megkötözik, és Julijának sikerült videóra vennie, ahogyan az őrnagynak hencegett a gyilkosságokkal, ami közvetlen bizonyíték az önjelölt pestisdoktor bűnösségére. Grom elmondja a Doktornak, hogy ő is látja a problémákat az országban, de úgy véli, hogy elfogadhatatlan, hogy tömeggyilkossággal oldják meg azokat.
Közben a pogromok lecsillapodnak, amikor Grom informátorának vezetésével fellépnek a randalírozók ellen.  Ljosa Makarov, aki részt vett bennük, éppen meg akarja ölni a korrupt bírót, aki elengedte Grecskint, de amikor az unokái is megjelennek, Ljosa rájön, hogy képtelen gyilkosságot elkövetni, pláne a gyerekek előtt, és megkíméli a bíró életét.
A hatóságok csak a pestisdoktor leleplezése után nyilatkoznak arról, hogy a rendszernek változnia kell, és bejelentik az igazságügyi reform kezdetét.
A fináléban a Doktor elfogásáért járó összes babér az FSZB-s Sztrelkovhoz kerül, és Grom egy szentpétervári ház tetején tölti az időt új barátaival.
A stáblista utáni első jelenetben Szergej Razumovszkij egy börtön jellegű pszichiátriai klinikán látható, ahol Dr. Veniamin Rubinstein felügyelete alá kerül, aki őszinte érdeklődést mutat páciense mentális állapota iránt. A „Sötét Oldal” beszél Szergejhez, biztosítva őt arról, hogy „ők” hamarosan kiszabadulnak.
Egy második jelenetben Oleg Volkov egy szíriai katonai táborban van - kiderül, hogy mégiscsak életben van, és a tévében nézi a gyerekkori barátja fogva tartásáról szóló riportot.

## Szereplők
- Tyihon Zsiznyevszkij – Igor Grom őrnagy, a szentpétervári rendőrség nyomozója
- Ljubov Akszjonova – Julija Pcsjolkina, video-blogger és újságíró
- Alekszej Maklakov – Fedor Prokopenko vezérezredes, Igor Grom főnöke, a szentpétervári rendőrség vezetője
- Alekszandr Szetejkin – Dmitrij „Dima” Dubin, az Orosz Föderáció Rendőrségének gyakornoka, Igor Grom társa
- Szergej Gorosko – Szergej Razumovszkij / A pestisdoktor, milliárdos filantróp, a Vmesztye közösségi hálózat létrehozója
- Dmitrij Csebotarjov – Oleg Volkov, Razumovszkij gyermekkori barátja és testőre
- Mihail Jevlanov – Jevgenyij Sztrelkov, a Szövetségi Biztonsági Szolgálat Moszkvából kirendelt tisztje, aki a Pestisdoktor ügyében nyomoz
- Kijevsztoner (Albert Vasziljev) – Booster Ignat, Grom informátora és a futballszurkolók bandájának vezetője
- Oleg Csugunov – Alekszej „Ljosa” Makarov, egy árvaházi fiú
- Anton Bogdanov – „A vezér”, bankrabló
- Nyikita Kologrivij – „A pszichopata”, bankrabló
- Oisel More Despaigne – „A brutális”, bankrabló
- Jurij Naszonov – Kirill Grecskin, egy milliárdos fia
- Anna Nyevszkaja – Olga Iszajeva, a RosGarantBank vezetője
- Jurij Vakszman – Filipp Zilcsenko, a szeméttelep tulajdonosa
- Vitalij Khaev – Albert Bektyijev, vállalkozó, az Arany Sárkány kaszinó tulajdonosa
- Julia Parsuta – Anna Terebkina, híradós műsorvezető
- Konsztantyin Habenszkij – Veniamin Rubinstein, pszichiáter
- Vitalij Milonov (cameoszerepben)– önmaga

## Mozibemutató
A 2020-as Oroszországi Comic-Con-on október 4-én bemutatták a hivatalos előzetest, és bejelentették, hogy a film 2021 áprilisában kerül a mozikba.
Grom őrnagy és a pestisdoktor című filmet március 26-án mutatták be a szentpétervári Aurora moziban. Világpremierjére március 29-én került sor a moszkvai Karo 11 October mozi központjában.

## Fordítás
- Ez a szócikk részben vagy egészben  a   Major Grom: Plague Doctor című angol Wikipédia-szócikk fordításán alapul.  Az eredeti cikk szerkesztőit annak laptörténete sorolja fel. Ez a jelzés csupán a megfogalmazás eredetét és a szerzői jogokat jelzi, nem szolgál a cikkben szereplő információk forrásmegjelöléseként.
- Ez a szócikk részben vagy egészben  a(z)   Майор Гром: Чумной Доктор című orosz Wikipédia-szócikk fordításán alapul.  Az eredeti cikk szerkesztőit annak laptörténete sorolja fel. Ez a jelzés csupán a megfogalmazás eredetét és a szerzői jogokat jelzi, nem szolgál a cikkben szereplő információk forrásmegjelöléseként.